# Saline (Érythrée)
Pour les articles homonymes, voir Saline.
Saline est une ville du sud de l'Érythrée qui borde la Mer Rouge. Elle est située dans la région du Debub-Keih-Bahri et dans le district du Denkalya méridional. La ville se trouve à environ 30 km au nord de Beylul.